# Shahrestān di Sarakhs
Lo shahrestān di Sarakhs (farsi شهرستان سرخس) è uno dei 28 shahrestān del Razavi Khorasan, il capoluogo è Sarakhs. Lo shahrestān è suddiviso in 2 circoscrizioni (bakhsh): 
- Centrale (بخش مرکزی)
- Marzdaran (بخش مرزداران)